# Manuel Palomar Sanz
Manuel Palomar (nacido el 14 de enero de 1964) es un profesor e investigador español de la Universidad de Alicante. Su línea de investigación se centra en las Tecnologías del Lenguaje Humano y desarrolla su labor docente en la enseñanza de las bases de datos. Es Catedrático de Universidad en el Departamento de Lenguajes y Sistemas Informáticos. Fue rector desde junio de 2012 hasta enero de 2021 en la Universidad de Alicante.

## Biografía

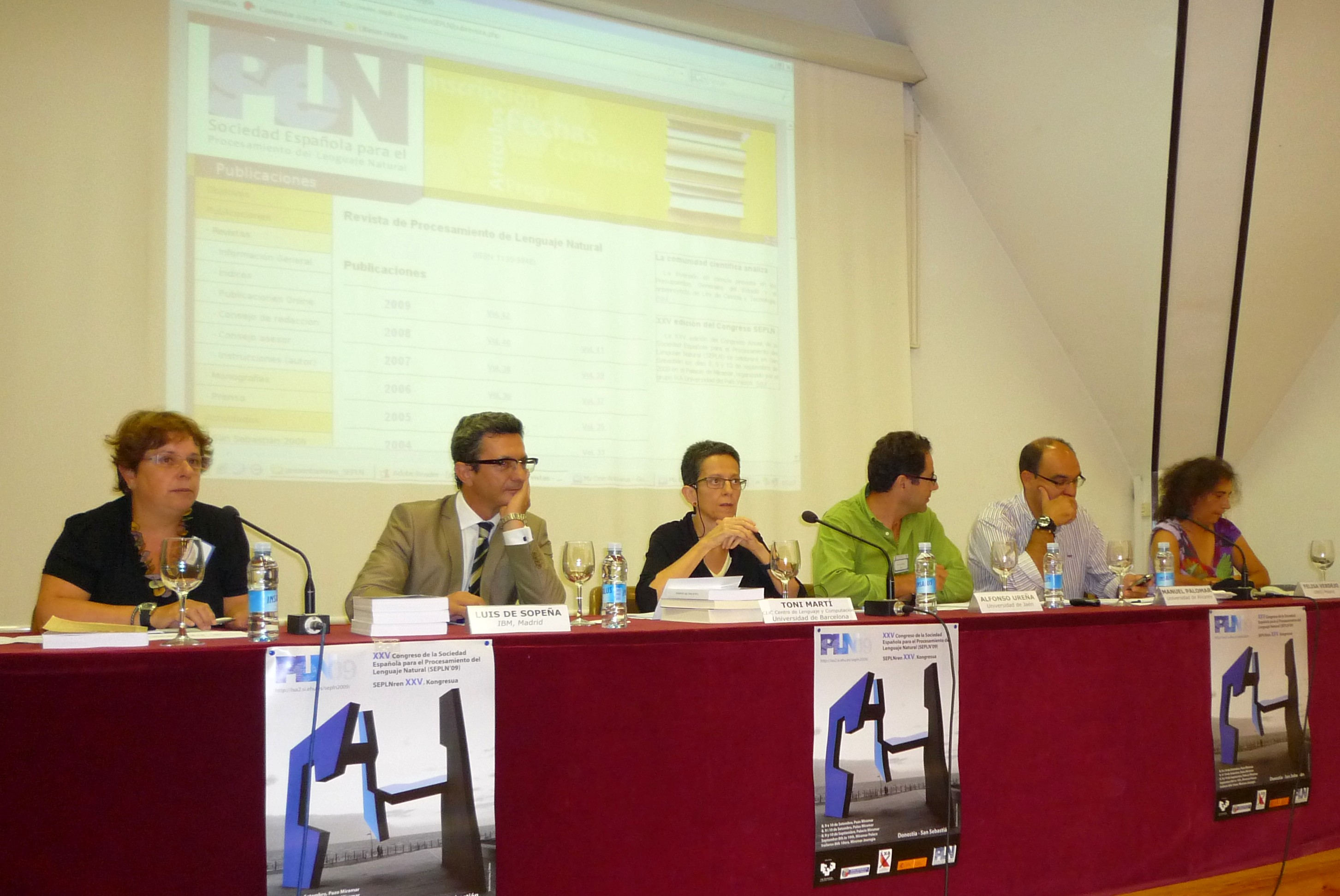
Mesa redonda en 2009 con los presidentes y presidentas de la sociedad SEPLN. Palomar es el 2º por la derecha.

Doctor y Licenciado en Informática por la Universidad Politécnica de Valencia. Catedrático de Universidad del área de Lenguajes y Sistemas Informáticos en la Universidad de Alicante. Profesor de la Universidad de Alicante desde 1991. Vicerrector de Investigación, Desarrollo e Innovación (enero de 2005 - abril de 2012). Rector en funciones de la Universidad de Alicante (marzo-junio 2008). Director del departamento de Lenguajes y Sistemas Informáticos (2000-2004), secretario del mismo (1996) y secretario del departamento de Tecnología Informática y Computación (1994-1995). Subdirector-coordinador de la Escuela Politécnica Superior de la Universidad de Alicante(1998-1999) Subdirector de Informática de la Escuela Politécnica Superior de la Universidad de Alicante(1996-1997).
Presidente de la Red de Universidades Valencianas para el fomento de la I+D+i (2007-2009). Vocal de la Junta directica de la Confederación de Sociedades Científicas de España (COSCE) desde 2004. Presidente de la Sociedad Española para el procesamiento del Lenguaje Natural (1996-2006).

## Actividad docente e investigadora
Su labor docente se centra en el análisis, diseño, administración y explotación de bases de datos, almacenes de datos y sistemas de información. Su labor investigadora se centra en las tecnologías del lenguaje humano, ingeniería lingüística, búsqueda y recuperación de información, producción de resúmenes automáticos, análisis inteligente de la información, …, minería de textos en general Autor de numerosos artículos científicos publicados en revistas y congresos tanto nacionales como internacionales. Artículos científicos publicados en revistas internacionales de referencia e impacto tales como: International Journal of Intelligent Systems, Information Processing & Management, Artificial Intelligence Review, Data & Knowledge Engineering, Journal of Artificial Intelligence Research, Computational Linguistics, IEEE Computer o Procesamiento del Lenguaje Natural
Investigador principal de proyectos autonómicos, nacionales y europeos, de los que destacan: El proyecto “Desarrollo de Técnicas Inteligentes e Interactivas de Minería de Textos” del Programa Prometeo de ayuda a Grupos de Excelencia de la Generalidad Valenciana. El proyecto “Las Tecnologías del Lenguaje Humano ante los Nuevos retos dela Comunicación digital” del plan nacional. O el proyecto europeo “Extending the Eurowordnet with public sector Technology (Euroterm)”